# Суріков Ігор Євгенович
Ігор Євгенович Суріков (нар. 4 грудня 1965, Горьківська область) — російський історик, фахівець у галузі політичної і культурної історії античної Греції, доктор історичних наук, автор понад 150 опублікованих робіт, у тому числі близько двох десятків книг.

## Життєпис
У 1984-1991 роках (з перервою на службу в армії) навчався на історичному факультеті МДУ ім. М. В. Ломоносова, який закінчив з відзнакою. Спеціалізувався по кафедрі історії стародавнього світу, у 1991-1994 роках навчався в аспірантурі при ній же. У 1995 році присвоєно вчений ступінь кандидата історичних наук, в 2004 році — вчений ступінь доктора історичних наук.
З 1996 року працює в Інституті загальної історії РАН, де в даний час займає посаду провідного наукового співробітника відділу давньої історії. Є також професором кафедри історії та теорії культури Російського державного гуманітарного університету, професором кафедри історії Московського фізико-технічного інституту, членом редколегії ряду наукових періодичних видань («Античний світ і археологія», «З історії античного суспільства», «Проблеми історії, філології, культури»).
Виконав перший російський віршований переклад поеми Лікофрона «Александра» (2011).